# La Larga
La Larga es una localidad del centro-oeste de la provincia de Buenos Aires situada en el partido de Daireaux, Argentina.

## Ubicación
Se encuentra a 25 km al sudoeste de la ciudad de Daireaux, accediéndose por la ruta provincial 65; se encuentra sobre las vías del Ferrocarril General Roca.

## Población
Cuenta con 53 habitantes (Indec, 2010), lo que representa un descenso del 37,6 % frente a los 85 habitantes (Indec, 2001) del censo anterior.
| Gráfica de evolución demográfica de La Larga entre 1991 y 2010 |
|                                                                |
| Fuente: Censos nacionales del INDEC                            |